# Schandpaal (Wijlegem)

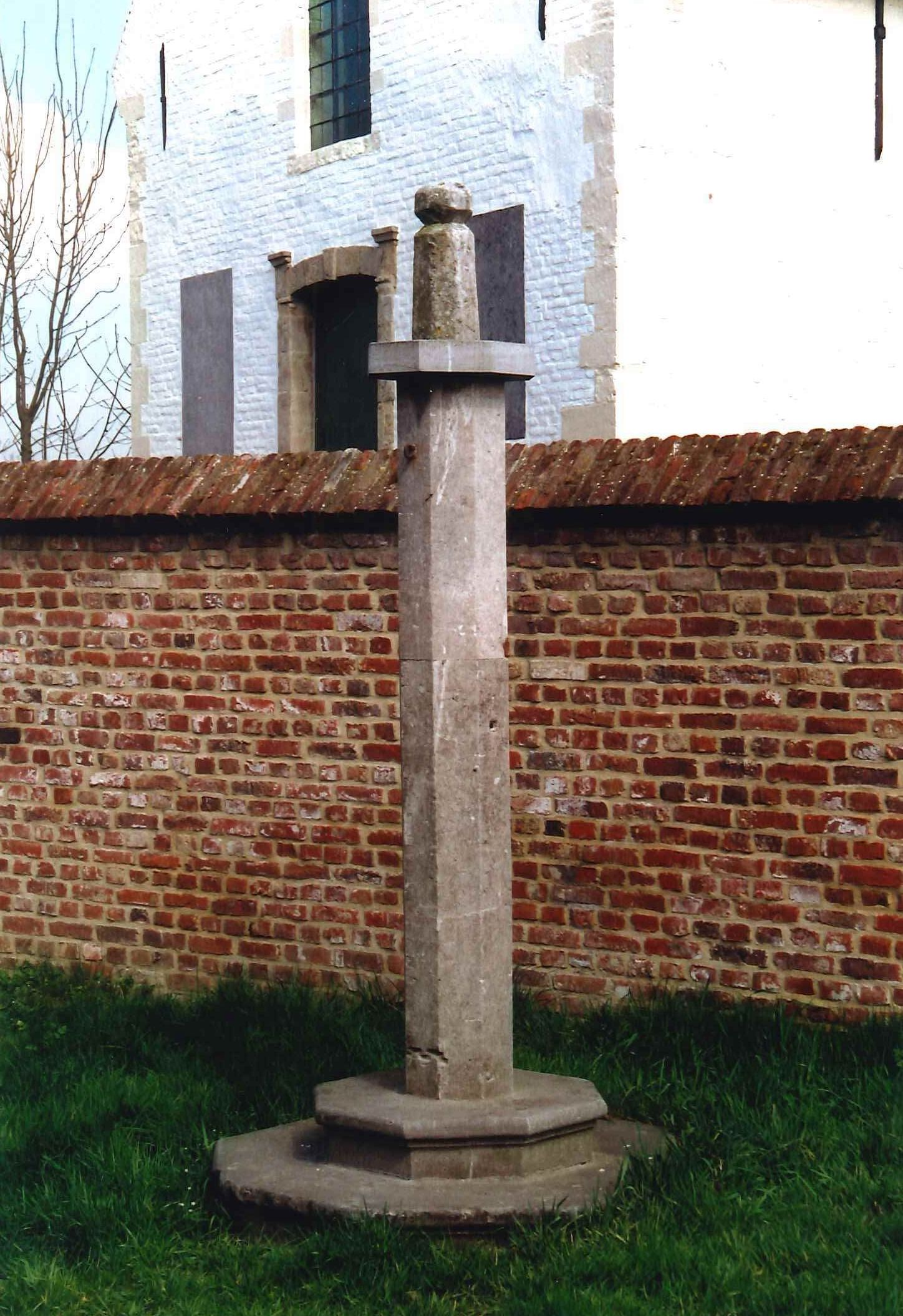
Schandpaal

De schandpaal is een monument in de tot de Oost-Vlaamse gemeente Zwalm behorende plaats Wijlegem, gelegen aan Wijlegem.
Vermoedelijk werd deze schandpaal in 1775 opgericht door abt Gudualus van de Sint-Pietersabdij te Gent, ten dienste van de heerlijkheid Wijlegem.
De schandpaal werd samengesteld uit arduinen brokstukken die ter plaatse werden gevonden. Het betreft een achtkante zuil op een sokkel.